# NGC 6713
NGC 6713 ist eine linsenförmige Galaxie vom Hubble-Typ S0 im Sternbild Lyra am Nordsternhimmel. Sie ist schätzungsweise 244 Millionen Lichtjahre von der Milchstraße entfernt.
Das Objekt wurde am 3. August 1864 von Albert Marth entdeckt.